# 람블라 거리

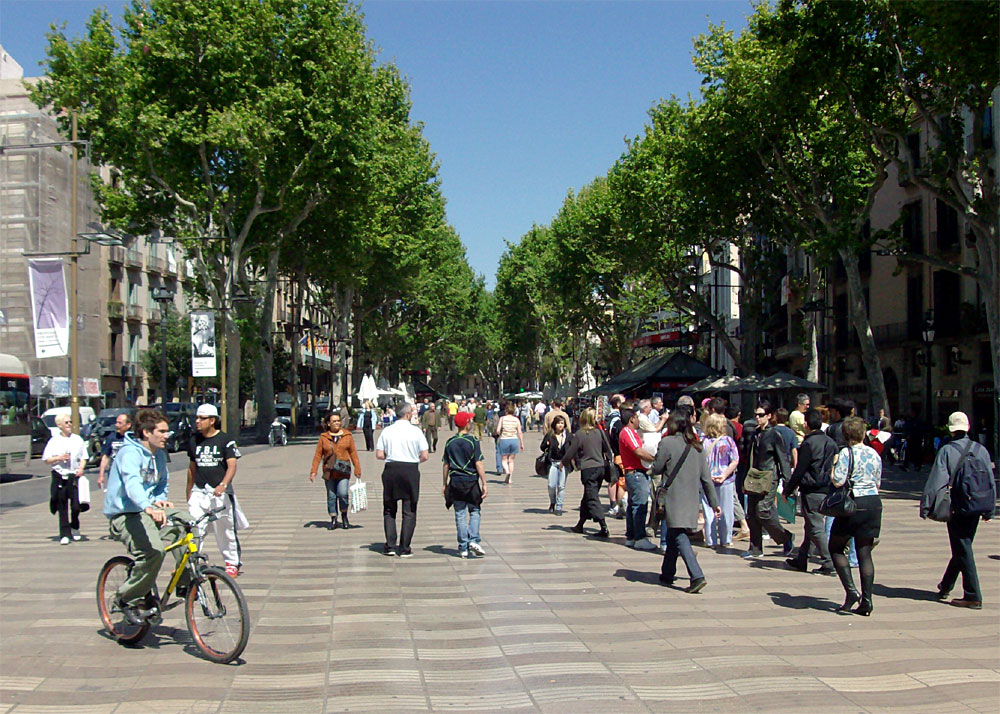
람블라 거리

람블라 거리(카탈루냐어: La Rambla, 스페인어: La Rambla) 또는 람블라스 거리(카탈루냐어: Les Rambles, 스페인어: Las Ramblas)는 스페인 바르셀로나의 거리로, 구 시가지에 위치하며 시내 중심에서 임해 지역까지 이어지며 길이 1.2km의 가로수길이다.